# Masevîci, Rokîtne
Masevîci (în ucraineană Масевичі) este localitatea de reședință a comunei Masevîci din raionul Rokîtne, regiunea Rivne, Ucraina.

## Demografie
Componența lingvistică a localității Masevîci
     Ucraineană (99,68%)
     Alte limbi (0,32%)
Conform recensământului din 2001, majoritatea populației localității Masevîci era vorbitoare de ucraineană (99,68%), existând în minoritate și vorbitori de alte limbi.